# Hasanaginica
Hasanaginica est une ballade populaire bosniaque du XVIIIe siècle, considérée comme l’un des chefs-d’œuvre de la tradition orale des Balkans. Composée à l’origine en dialecte štokavien, elle relate l’histoire tragique d’une femme répudiée par son mari, Hasan-aga, parce qu’elle ne lui a pas rendu visite alors qu’il était blessé. L'œuvre se distingue par sa forte charge émotionnelle et aborde des thèmes profonds tels que l’honneur, l’amour, les normes patriarcales, la douleur de l’abandon et la pression sociale exercée sur les femmes.

## Origine et transmission
La ballade aurait été composée entre 1646 et 1670, dans la région de l’actuelle Herzégovine, à une époque où la Bosnie-Herzégovine constituait le pachalik de Bosnie au sein de l’Empire ottoman. Transmise oralement de génération en génération, elle s’est imposée comme un pilier de la tradition populaire avant d’être consignée par écrit pour la première fois en 1774 par l’écrivain, voyageur et ethnographe italien Alberto Fortis, dans son ouvrage Viaggio in Dalmazia. Il la présente comme une « ballade morlaque », les « Morlaques » désignant alors la population de cette région des Balkans que Fortis associe à des locuteurs de l’illyrien. Il mentionne également une langue qu’il appelle « bosnien », parlée par les Morlaques de l’intérieur, par opposition à « l’illyrien », utilisé sur la côte, ce qui confirme le lien entre cette ballade et la tradition littéraire orale bosniaque.
Cette publication attire rapidement l’attention des milieux littéraires européens. La ballade est traduite dans de nombreuses langues et reprise par des auteurs majeurs tels que Johann Wolfgang von Goethe (1775), Walter Scott (1798) ou encore Alexandre Pouchkine (1835), qui en proposent des traductions ou adaptations, contribuant à sa renommée au-delà des Balkans.
Dans les littératures yougoslaves, Hasanaginica inspire de nombreux écrivains, dramaturges et chercheurs, bosniaques, croates et serbes, chacun contribuant à sa diffusion ou à son interprétation. Ainsi, Vuk Stefanović Karadžić modifie la version de Fortis, tant sur le plan phonétique que syntaxique, en l’intégrant à la littérature serbe. D’autres écrivains croates la revendiquent comme faisant partie du patrimoine croate.
Ces appropriations multiples témoignent de la place particulière qu’occupe Hasanaginica dans l’imaginaire littéraire commun, bien que ses origines restent clairement enracinées dans l’héritage ottoman et bosniaque.
L’écrivain bosnien Alija Isaković en propose une version remarquée, enrichie par plusieurs études qui soulignent l’importance de la ballade dans la littérature bosniaque.
Bien que l’exactitude historique du récit demeure incertaine, il est établi que Hasan Arapović (Hasan-aga), son épouse Fatima Arapović (née Pintorović, dite Hasanaginica), ainsi que son frère Beg Pintorović, ont réellement existé. Les fondations de la tour de Hasan-aga subsisteraient encore aujourd’hui, tout comme le site présumé de la tombe de Hasanaginica.

## Résumé
La ballade raconte le destin tragique de Hasanaginica, de son vrai nom Fatima Arapović, épouse de Hasan, issu d'une famille musulmane et probablement capitaine ou garde-frontière du pachalik de Bosnie à l’époque ottomane, portant le titre de aga. D’où les appellations « Hasan-aga » pour le mari et « Hasanaginica » (la femme de Hasan-aga) pour son épouse, conformément à la tradition bosniaque de formation des noms.
Blessé au combat, Hasan-aga attend la visite de son épouse, qui, par respect des conventions sociales, ne vient pas. Humilié, il ordonne son renvoi. Hasanaginica quitte alors le foyer conjugal et ses cinq enfants, promise par son frère à un autre homme. Incapable de supporter la douleur de la séparation d’avec ses enfants, elle meurt de chagrin.
Hasanaginica aborde des thèmes universels tels que l’honneur, la loyauté familiale, la condition féminine, le poids des normes sociales, ainsi que l’amour profond que Hasan-aga éprouve pour son épouse, malgré les tragédies qu’ils traversent. La ballade met en lumière la rigidité du patriarcat, la pression sociale exercée sur les femmes et leur soumission aux structures masculines.
Au-delà de sa dimension folklorique, Hasanaginica constitue une méditation poignante sur la souffrance humaine, les contraintes sociales et la dignité dans l’adversité. Par sa sobriété stylistique et son intensité émotionnelle, elle exprime avec force la complexité des sentiments humains. Son universalité en fait une œuvre intemporelle, toujours pertinente pour réfléchir aux rapports de genre, d’honneur et d’humanité.

## Controverse sur l’appropriation culturelle
Malgré sa reconnaissance comme un chef-d'œuvre du patrimoine littéraire balkanique, Hasanaginica fait l’objet de débats sur son appartenance culturelle. Bien qu’écrite dans un dialecte štokavien commun à plusieurs peuples de l’ex-Yougoslavie, ses personnages – Hasan et Fata – portent des noms typiquement bosniaques musulmans, issus du contexte social et religieux de la Bosnie ottomane,.
Le titre même contient le mot aga, un grade militaire ou administratif ottoman, soulignant l’origine islamo-bosniaque de l’œuvre. Toutefois, dans les sphères littéraires serbes et croates, la ballade a parfois été revendiquée comme faisant partie intégrante de leur patrimoine, sans toujours reconnaître ses racines musulmanes. Elle est parfois publiée sous le nom Asanaginica, forme altérée où le « H » initial est supprimé – une prononciation courante dans certains dialectes chrétiens. Cela est perçu par certains intellectuels bosniaques comme une tentative de réappropriation ou d’effacement culturel, visant à détacher l’œuvre de ses racines musulmanes bosniennes.

## Adaptations
La ballade Hasanaginica a inspiré de nombreuses adaptations au théâtre, à l’opéra, au cinéma et à la télévision, illustrant son influence durable dans les arts du spectacle.
- 1909 : Milan Ogrizović en fait une adaptation théâtrale en trois actes[7].
- 1911 : Aleksa Šantić réinterprète la ballade à travers le prisme du théâtre et crée un drame intitulé Hasanaginica[8].
- 1967 : sortie d’un film éponyme avec Milena Dravić et Rade Marković dans les rôles principaux[9].
- 1983 : production d’un téléfilm par la télévision de Sarajevo, sur un scénario d’Alija Isaković[10].
- 1988 : mise en scène remarquée de la ballade par Sulejman Kupusović sur les planches bosniennes.
- 2000 : création d’un opéra par le Théâtre national de Sarajevo, ensuite publié sous forme de CD[11],[12].
- 2006 : le Théâtre national croate (Zagreb) en propose une nouvelle version dirigée et interprétée par Mustafa Nadarević[13].

### Musique
La ballade a également été interprétée sous forme de sevdalinka, un genre musical traditionnel bosniaque. Des artistes tels que Himzo Polovina et Amira Medunjanin en ont proposé des interprétations musicales marquantes.